# Пшиленк (Лодзинське воєводство)
Пшиленк (пол. Przyłęk) — село в Польщі, у гміні Парадиж Опочинського повіту Лодзинського воєводства.
Населення — 371 особа (2011).
У 1975-1998 роках село належало до Пйотрковського воєводства.

## Демографія
Демографічна структура станом на 31 березня 2011 року:
|          | Загалом | Допрацездатний вік | Працездатний вік | Постпрацездатний вік |
| -------- | ------- | ------------------ | ---------------- | -------------------- |
| Чоловіки | 202     | 44                 | 125              | 33                   |
| Жінки    | 169     | 44                 | 77               | 48                   |
| Разом    | 371     | 88                 | 202              | 81                   |